# Chriss Tuxi
Chriss Tuxi, de son vrai nom Christian Cabala (né le 11 juin 1973 en Styrie, mort le 18 juillet 2010 à Hambourg) est un disc jockey et chanteur autrichien.

## Biographie
Il commence sa carrière de disc jockey dans la Zillertal, notamment le Hohenhaus Tenne, et aussi les stations de ski du glacier de Hintertux.
Au milieu des années 2000, Chriss Tuxi connaît le succès en tant que DJ et chanteur schlager au Bierkönig à Palma de Majorque. Au début, il alterne puis s'installe en Espagne en 2008.
En collaboration avec Peter Wackel, il sort plusieurs chansons, dont une reprise de Joana de Roland Kaiser, qui est présent pendant neuf mois dans les meilleures ventes allemandes. Pour la plupart des adaptations des succès des années 1970 et 1980, elles sont présentes sur des compilations comme les Ballermann Hits.
Dans la nuit du 18 juillet 2010, il meurt dans un accident de la circulation en tant que passager à la Reeperbahn de Hambourg.

## Source de la traduction
- (de) Cet article est partiellement ou en totalité issu de l’article de Wikipédia en allemand intitulé « Chriss Tuxi » (voir la liste des auteurs).